# Queen of the South (serie de televisión)
Queen of the South es una serie de televisión estadounidense de drama. Se estrenó el 23 de junio de 2016 en USA Network y es una adaptación de la exitosa telenovela La Reina del Sur, que se transmitió en Telemundo, que a su vez es una adaptación de la novela homónima del autor español Arturo Pérez-Reverte. El 6 de septiembre de 2016, USA Network renovó la serie para una segunda temporada que se estrenó el 8 de junio de 2017. El 10 de agosto de 2017, USA Network renovó la serie para una tercera temporada que fue estrenada el 21 de junio de 2018.

## Sinopsis
Cuando el novio traficante de drogas de Teresa Mendoza es asesinado inesperadamente en México, Teresa se ve obligada a huir y buscar refugio en Estados Unidos, donde se une a una figura poco probable de su pasado para derribar al líder de la misma red de tráfico de drogas que la busca. En el proceso, ella aprende las herramientas del oficio y se posiciona estratégicamente para convertirse en la líder del cártel.

## Reparto
| Actor              | Personaje                  | Notas          |
| ------------------ | -------------------------- | -------------- |
| Alice Braga        | Teresa Mendoza             |                |
| Hemky Madera       | Pote Galvez                |                |
| Verónica Falcón    | Camila Vargas              |                |
| Peter Gadiot       | James Valdez               |                |
| Justina Machado    | Brenda Parra               | Temporada 1    |
| Nick Sagar         | Alonzo Loya                |                |
| Jon-Michael Ecker  | Raymundo "El Güero" Davila |                |
| Ximena Duque       | Eva Buemeros               |                |
| Michel Duval       | Enrique "Kique" Jiménez    | Temporada 2    |
| Joaquim de Almeida | Don Epifanio Vargas        | Temporadas 1–2 |
| James Martinez     | Gato Fierros               |                |
| Carlos Gómez       | Javier Acosta              |                |
| Mark Consuelos     | Teo Aljarafe               | Temporadas 1–2 |
| Rafael Amaya       | Aurelio Casillas           |                |
| Gerardo Taracena   | Cesar "Batman" Guemes      | Temporadas 1–2 |
| Sandy Valles       | Isabella Vargas            |                |
| Alfonso Herrera    | Javier Gallegos            | Temporadas 3–4 |
| Iván Sánchez       | Santiago López Fisterra    | Temporada 3    |

## Episodios
| Temporada | Temporada | Episodios | Episodios | Emisión original    | Emisión original         |
| Temporada | Temporada | Episodios | Episodios | Primera emisión     | Última emisión           |
| --------- | --------- | --------- | --------- | ------------------- | ------------------------ |
|           | 1         | 13        | 13        | 23 de junio de 2016 | 15 de septiembre de 2016 |
|           | 2         | 13        | 13        | 8 de junio de 2017  | 31 de agosto de 2017     |
|           | 3         | 13        | 13        | 21 de junio de 2018 | 13 de septiembre de 2018 |
|           | 4         | 13        | 13        | 6 de junio de 2019  | 29 de agosto de 2019     |

## Producción

### Desarrollo
El 23 de septiembre de 2014, se anunció que USA Network había ordenado un episodio piloto basada en la adaptación de la telenovela de 2011 de Telemundo La Reina del Sur que a su vez se basa en el libro homónimo por Arturo Pérez-Reverte, con Charlotte Sieling para dirigirla. El 12 de mayo de 2015, USA Network acepta el piloto y ordena una temporada de 13 episodios. El 5 de junio de 2015, Scott Rosenbaum fue elegido para ser el showrunner de la serie.
El 6 de septiembre de 2016, USA Network renovó la serie para una segunda temporada, con Natalie Chaidez fungiendo como showrunner, reemplazando a Rosenbaum, y programada para ser estrenada el 8 de junio de 2017.
El 10 de agosto de 2017, USA Network renovó la serie para una tercera temporada, que fue estrenada el 21 de junio de 2018.

### Casting
A fines de octubre de 2014, se anunció que Alice Braga fue elegida para interpretar Teresa Mendoza. En noviembre de 2014, se confirmó que Justina Machado se unió a la serie como Brenda. El mes siguiente, se unió Hemky Madera para interpretar a Pote Gálvez. El 13 de enero de 2015, se anunció que Veronica falcon fue elegida para formar parte del elenco principal como Camila Vargas, la exmujer de un poderoso narcotraficante. Días después, se unen en papeles recurrentes James Martinez como Gato Fierros, y Joaquim de Almeida como Don Epifanio Vargas, un político mexicano privilegiado y exitoso que a la vez puede ser peligroso.
El 30 de septiembre de 2015, se dio a conocer que Peter Gadiot fue contratado para interpretar a James Valdez, mano derecha de Camila y aliado de Teresa, y formará parte del elenco principal. A mediados de octubre de 2015, se reportó que Carlos Gómez aparecerá de forma recurrente interpretando al narcotraficante Javier Acosta. En enero de 2016, Mark Consuelos se unió a la serie en un papel recurrente para interpretar a Teo Aljarafe, un abogado contratado por Camila.
El 20 de enero de 2017, se anunció que Yancey Arias se unía a la segunda temporada en un papel recurrente como el Coronel Cortez, un renuente nuevo socio comercial de Epifanio Vargas. El 14 de marzo de 2018, se anunció que el rapero Remy Ma aparecerá como invitado especial en la tercera temporada, interpretando a un miembro de seguridad de un magnate de la droga de Chicago. Dos semanas después, Alfonso Herrera se unió al elenco recurrente como Javier Gallegos, nuevo aliado de Teresa, primo de Boaz Jimenez y miembro de su organización.

### Música
Giorgio Moroder y Raney Shockne ejercen como los compositores de la serie.

### Rodaje
El piloto se rodó en la Ciudad de México. El resto de los episodios se rodaron en Dallas, Texas iniciando en octubre de 2015 y duró 6 meses.
El rodaje de la tercera temporada comenzó a inicios de 2018.

## Recepción

### Críticas
La primera temporada de Queen of the South recibió reseñas mixtas y positivas de parte de los críticos. En Rotten Tomatoes, tiene una calificación de 69%, basada en 16 reseñas. El consenso del sitio dice: «Queen of the South anima una premisa exagerada con acción y vigor narrativo, y muestra indicios de potencial intrigante». En Metacritic, la primera temporada obtuvo 59 de 100, con base en 15 reseñas, lo que indica «reseñas mixtas».

### Premios y nominaciones
| Año  | Premiación    | Categoría                                            | Nominado(s)        | Resultado | Ref. |
| ---- | ------------- | ---------------------------------------------------- | ------------------ | --------- | ---- |
| 2017 | Imagen Awards | Mejor actor de reparto – Televisión                  | Peter Gadiot       | Ganador   |      |
| 2017 | Imagen Awards | Mejor serie de televisión de horario estelar – Drama | Queen of the South | Ganador   |      |
| 2017 | Imagen Awards | Mejor actriz – Televisión                            | Alice Braga        | Nom       |      |
| 2017 | Imagen Awards | Mejor actor – Televisión                             | Joaquim de Almeida | Nom       |      |
| 2017 | Imagen Awards | Mejor actriz de reparto – Televisión                 | Veronica Falcon    | Nom       |      |
| 2018 | WIN Awards    | Película o programa escrito por una mujer            | Natalie Chaidez    | Ganadora  |      |
| 2018 | WIN Awards    | Serie de drama                                       | Queen Of the South | Nom       |      |